# إتسي
إتسي هو موقع تجارة إلكترونية عبر الإنترنت (etsy.com) يركز على العناصر العتيقة أو العناصر منزلية الصنع ومستلزمات المهن، تندرج هذه العناصر تحت نطاق واسع من الفئات؛ تتضمن المجوهرات، الحقائب، الملابس، الديكور المنزلي، الأثاث، الألعاب، اللوحات الفنية، بالإضافة إلى لوازم وأدوات المهن. كل العناصر العتيقة يجب أن يكون عمرها عشرون عاماً على الأقل. يتبع الموقع التقاليد المتعارف عليها فيما يتعلق بقواعد المهن المفتوحة، ويعطي البائعين محلات تجارية شخصية حيث يدرجون سلعهم مقابل رسوم قدرها 0.20 دولار أمريكي لكل منتج.
اعتباراً من 31 ديسمبر 2018، امتلك إتسي أكثر من 60 مليون منتج للبيع في محاله التجارية، وكان المتجر الإلكتروني للبضائع العتيقة ومنزلية الصنع هو عقدة الوصل بين 2.1 مليون بائع و39.4 مليون مشتري. بنهاية 2018، كان لإتسي 874 موظف. في عام 2018، حصل إتسي على إيرادات بلغت 603.7 مليون دولار أمريكي، وسجل إيرادات صافية بلغت 41.25 مليون دولار أمريكي.
تولد المنصة عائداتها بشكل أساسي من ثلاثة تيارات، هي: عائدات المتجر، وتتضمن رسماً قدره 5% من قيمة البيع النهائية، والتي يدفعها بائع إتسي لكل عملية بيع مكتملة، بالإضافة إلى رسوم الإدراج البالغة 20 سنت لكل عنصر، وخدمات البائع، وهي أسرع إيرادات إتسي نمواً، وتشمل رسوم الخدمات مثل «قوائم الترويج» ومعالجة الدفع، وشراء بطاقة الشحن عبر المنصة، بينما تشمل الإيرادات الأخرى الرسوم المُستلمة من معالجة الدفع من طرف ثالث.
في نوفمبر 2016، كشف إتسي أنه دفع 32.5 مليون دولار أمريكي لشراء بلاكبيرد تكنولوجيز، وهي شركة ناشئة طورت برمجيات الذكاء الصناعي المستخدمة في تطبيقات السوق/ تطبيقات البحث.

## نظرة عامة

### البيع
إنشاء متجر على إتسي هو إجراء مجاني، لكن كل قائمة تُنشر على الموقع تكلف 0.2 دولار. تبقى كل قائمة على صفحة المتجر لأربع أشهر كحد أقصى، أو حتى يأتي شخص ما ويشتري المنتج. تُحدد أسعار المنتجات بوساطة صاحب المتجر، لكن إتسي يطالب بنسبة 5% من سعر البيع النهائي لكل قائمة. تُرسل فاتورة إلى أصحاب المحلات نهاية كل شهر تتضمن تفاصيل الرسوم التي يستحقها إتسي منهم، ولديهم حتى الخامس عشر من الشهر التالي لدفع الرسوم. يمكن للبائعين اختيار خيارات الدفع التي تُقدم للمشترين؛ بما في ذلك بطاقات الائتمان، وبطاقات الدَين، وبايبال، من ضمن خيارات أخرى.

### الشراء
يمكن للمشترين المترقبين في صفحة إتسي الرئيسية كتابة «وصف المنتج» في شريط البحث، أو بدلاً من ذلك، يمكنهم التصفح من خلال قائمة من الخيارات على الجانب الأيسر من الصفحة الرئيسية، والتي تشمل صفحات المنزل والمعيشة، المجوهرات، النساء، الرجال، الأولاد، العناصر العتيقة، حفلات الزفاف، لوازم المهن، عناصر شائعة بكثرة، أفكار لهدايا، ملحقات الهواتف المحمولة، وغيرها. علاوة على ذلك، يمكن للمشترين الاختيار من قائمة الفئات بالنقر على قائمة «الفئات» ضمن «المزيد من التسوق» سيؤدي هذا إلى نقل المستخدم إلى صفحة تضم أكثر من 30 فئة، تحتوي كل منها على فئات فرعية.
عندما يعاين المشتري منتجاً، بإمكانه عرض النسبة المئوية للتعليقات الإيجابية لكل بائع لتحديد موثوقية المتجر. وحالما يجد المشتري منتجاً يرغب بشرائه، فإنه ينقر على «إضافة إلى السلة»، فيُضاف هذا المنتج إلى «سلة تسوقهم الافتراضية». بإمكان المشتري بعدها إما الاستمرار بالتسوق أو شراء العنصر المحدد. لا يتعين على المشتري امتلاك حساب على موقع إتسي كي يشتري المنتجات، إذ يمكنه عوضاً عن ذلك التسجيل باستخدام فيسبوك أو غوغل.
تلقى إتسي انتقادات لتعامله مع بيانات العملاء وخصوصيتهم. اعتباراً من عام 2016، بالاستناد إلى قسم «سياسة الخصوصية» على الموقع، نصّ التعديل الجديد على ما يلي: «باستخدامك لموقع إتسي، فإنك تسمح للموقع باستخدام معلوماتك في الولايات المتحدة وإيرلندا وأي بلد آخر يعمل فيه إتسي.»

## العمليات
يحظى إتسي بشعبية كعمل جانبي، بالإضافة إلى كونه مكان لشراء البضائع من مواد مُعاد تدويرها وأخرى مُعاد استخدامها، جنباً إلى جنب مع إصدارات أقل تكلفة وأكثر غرابة من المواد المنتجة بكميات كبيرة. الطبيعة الفريدة للعديد من العناصر المعروضة للبيع تعتبر جزءاً من جاذبيتها لبعض المتسوقين. تميل صور المنتجات على إتسي لأن تكون معدلة أو فنية بدلاً من نمط العرض التجاري. بالإمكان البائعين إرفاق علامات محددة بمنتجاتهم كي يساعدوا المشترين على إيجادهم. ويمكن للمشترين أن يبحثوا عن المنتجات المتوفرة محلياً. يقوم موظفو إتسي بنشر قوائم بالعناصر المميزة.
معظم البائعون هم من النساء اللواتي يملن لأن يدرسن في الجامعة، ومعظمهن في العشرينيات والثلاثينيات. يحدد بائعو إتسي الفرديون أي دفع ينبغي أن يوفروه للمشترين؛ قد تتضمن الخيارات بطاقة الائتمان، الشيكات، الحوالة البريدية، البايبال، التحويل المصرفي، وبطاقة الإهداء الخاصة بإتسي.
يتنوع بائعو إتسي من الهواة إلى البائعين المحترفين الذين يستخدمون الموقع لجني معيشتهم. وفقاً للبائعين المحترفين الذين طورا متاجر إتسي الخاصة بهم كي تصبح وظيفتهم الأساسية، فإن زيادة إنتاج المواد المصنوعة يدوياً قد يتطلب أكثر من العمل بدوام كامل، خاصة خلال موسم السوق في العطلات.

## التاريخ

### 2005-2010
أُسس الموقع عام 2005 من قِبل آيوسبيس، وهي شركة صغيرة أطلقها كريس ماغويز، روبرت كلاين وهايم شوبيك. استهلكت النسخة الأولية شهرين ونصف كي تُبنى. انضم جارد تاربل لاحقاً إلى الفريق. وانضمت إليهم ماريا توماس، المدير التنفيذي السابق لشركة إن بيه آر، بمنصب المدير التنفيذي للعمليات عام 2008. ترقت إلى منصب الرئيس التنفيذي وتركت إتسي عام 2009. استأنف روبرت كلاين عمله كرئيس تنفيذي من ديسمبر 2009 وحتى يوليو 2011. تضمن المستثمرون شون مينان، ألبرت فينيغر، سبنسر وجودسون آين، يونيون سكوير فينتشرز، ومؤسسو فيلكر آند ديليشس.
جذب إتسي في عامه الأول الانتباه بسبب إضافاته المبتكرة لأدوات ووظائف جديدة للموقع كي يساعدوا البائعين للحصول على مشاهدات وزيارات، بما في ذلك العروض الصورية المستندة إلى «أدوبي فلاش» وتصنيف الفئات بعلامات مميزة. تجاوزت مبيعات إتسي 1.7 مليون دولار في مايو 2007، حقق إتسي مبيعاته بمليون دولار وتوقع مبيعات بقدر مليوني دولار ستُحصَّل في منتصف أكتوبر 2007. في نوفمبر 2007 أنفق المشترون 4.3 مليون دولار لشراء 300.000 قطعة معروضة للبيع على إتسي بزيادة قدرها 43% عن أكتوبر 2007. في يونيو 2007، توقع الجميع أن يدرّ إتسي أرباحاً مع حلول الخريف، ولكن في ديسمبر 2007 لم يكن إتسي تلك الشركة المربحة بحق. في يناير 2008، تلقت إتسي مبلغ 27 مليون دولار إضافي في التمويل من يونيون سكوير فينشرز، وهيربرت بوردا ميديا، وجيم برير.
في فبراير 2008، تسببت مشكلة في «إي باي»، تضمنت إضراب لبعض البائعين المستاءين، بتخمينات أن إتسي قد يكون منافساً صاعداً. في ذات الوقت، عبّر بعض بائعي إتسي عن عدم رضاهم عن كيفية تعامل إتسي مع الشكاوى المتعلقة بالمتاجر. في ذلك الوقت، تضمنت مقارنة للموقعين الالكترونيين شكاوى مفادها أنه من الصعب العثور على المنتجات في إتسي، والواجهة تبدو بطيئة وعملية البيع والشراء تتمحور حول الولايات المتحدة. استمتع المراجعون الآخرون باستخدام خيارات البحث المتخصصة في إتسي، بما في ذلك أداة «المتجر المحلي».
في أبريل 2009، نظم المستخدمون حملة ترويجية باسم «إتسي داي» على تويتر، والتي جذبت المزيد من الانتباه للموقع. اعتباراً من مايو 2009، كان للموقع حوالي 60 موظفاً ومبيعات تتراوح بين 10 إلى 13 مليون دولار شهرياً.
في مارس 2011، قدم إتسي نظاماً للتواصل الاجتماعي شبيه بفيسبوك يدعى «بيبول سيرش» لمساعدة المشترين والبائعين على التواصل مع بعضهم، ولكي يصبحوا أصدقاء. من خلال القيام بذلك، جعل إتسي من السهل البحث عن أي عملية شراء سابقة مع التقييم من قِبل الناس الآخرون، مما سبب العديد من الشكاوى، ثم أجرى إتسي تغييرات على الموقع لتحسين حماية المعلومات المتعلقة بمشتريات المستخدمين.

### 2011-2017
في يوليو 2011، غطت مقالة في إحدى الجرائد حول إتسي جهوده في الكشف عن الاحتيال؛ اُنتقد إتسي في الماضي لعدم اتساق تطبيق قواعده حول العناصر التي يجب أن تكون مصنوعة يدوياً. في مايو 2012، جمع إتسي 40 مليون دولار من سلسلة التمويل إف، وأعلن أن الشركة أصبحت شراكة موثوقة من النوع بي، يذهب هذا التمويل جزئياً لتوسيع إتسي في الأسواق الدولية، بما في ذلك فرنسا والمانيا وأستراليا.
في 1 تشرين 2013، عقد ديكرسون، الرئيس التنفيذي، اجتماعاً لمجلس البلدية عن بُعد لإعلان أن إتسي سيسمح الآن بالسلع المصنوعة بالمصنع وبالشحن، بشرط أن يقوم البائع أما بالتصميم أو التقاعد، أو الكشف لإتسي عن مصانعهم، أو الكشف أنهم استخدموا مصانعاً وأخذوا «ملكية» العملية. ادعى إتسي، في ذلك الاجتماع وبعده، أن معنى «صناعة يدوية» ينبغي إعادة تعريفه ليشمل المصنع.
في يونيو 2017، اشترى إتسي «إيه ليتل ماركت»وهو موقع فرنسي لتجارة السلع المصنوعة يدوياً، والأطعمة والنبيذ، بمزيج من النقد والأسهم يقل عن 100 مليون دولار. 
في سبتمبر 2016، أعلنت شركة إتسي عن اقتناء تقنية بلاكبيرد تكنولوجيز للذكاء الصناعي. بعد أول تجربة في الربع الأول من عام 2017، استبدل إتسي رئيسه التنفيذي وخفض 8% من قوته العاملة. عين جوش سيلفرمان كرئيس على تشاد ديكرسون.
في مايو 2007، استبدل مجلس الإدارة ديكرسون بجوش سيلفرمان كرئيس تنفيذي، مشيراً إلى ضغوط من المساهمين وأرباح منخفضة.